# Línguas pré-incas da bacia do Marañón

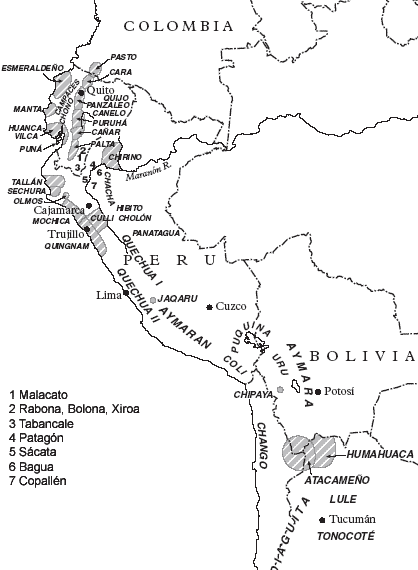
Língua pré-incas no século XVI

As línguas pré-incas da bacia do rio Marañón são um conjunto de línguas andinas extintas, escassamente documentadas, que eram faladas no norte do Peru e no sudeste do Equador, na bacia do rio Marañón. As línguas da bacia do Marañón e regiões do entorno tratadas aqui são: Malacato, Rabona, Bolona, Xiroa, Tabancale, Patagão, Sácata, Bagua, Copallín, Chirino e Chacha. Todas essas línguas estão atualmente extintas e não formam uma família linguística, pois possuem origem diversas. Outras línguas da mesma região, que ainda possuem falantes, são tratadas em outros artigos (Língua jívaro-cahuapanas e Língua hibito-cholón). A região do Marañón foi incorporada ao império incaico por Huayna Capac.

## Comparação Léxica
Um das principais fontes para essas línguas são as Relaciones geográficas de Indias. Essas Relaciones contém um documento chamado Relación de la tierra de Jaén(1586). Essa obra descreve a complexidade linguística da área em torno do rio Marañón, na Alta Amazônia, ao norte dos atuais departamentos de Amazonas e Cajamarca. Esse documento foi usado por Rivet (1934) e por Torero (1993). Essa obra documenta principalmente a etnia sacata. Algumas fontes relacionam a língua dos sacata com a de outros grupos étnicos, como os chillao. Na obra em questão se menciona somente três palavras de origen sacata.
Apenas se conhecem algumas palavras do copallín, sacata, tabancale, bagua e patagão, conforme a lista abaixo:
| PORT    | Copallín | Tabancale | Sacata    | Chirino | Bagua  | Patagão |
| ------- | -------- | --------- | --------- | ------- | ------ | ------- |
| Água    | quiet    | yema      | unga      | yungo   | tuna   | tuná    |
| Fogo    |          | lalaque   | chichahce |         |        |         |
| Madeira | oloman   | oyme      |           | xumás   |        | viue    |
| Casa    | ismane   | tie       |           |         |        |         |
| Milho   | chumac   | moa       | umague    | yugato  | lancho | anás    |